# Korpus Straży Pożarnej Państwa Watykańskiego
Korpus Straży Pożarnej Państwa Watykańskiego (wł. Corpo dei vigili del fuoco dello Stato della Città del Vaticano) – państwowa straż pożarna Watykanu. Podlega Departamentowi Bezpieczeństwa i Obrony Cywilnej Gubernatoratu Państwa Watykańskiego. Nominalnym dowódcą Korpusu jest papież.
Patronami Korpusu są papież św. Leon IV, któremu tradycja przypisuje cudowne wygaśnięcie ognia w Borgo oraz św. Barbara, patronka strażaków we Włoszech. Święto Korpusu przypada 4 grudnia, w dniu wspomnienia św. Barbary.

## Historia
Papieska straż pożarna istniała co najmniej od 1820, stanowiąc część sił zbrojnych Państwa Kościelnego. W 1941 papież Pius XII powołał Korpus Straży Pożarnej Państwa Watykańskiego, składający się z 10 strażaków. W 2002 papież Jan Paweł II przeprowadził reformę instytucji. Od tego czasu rozpoczęło się unowocześnianie straży.

## Działalność
Obecnie Korpus liczy 30 strażaków pracujących na ośmiogodzinnych zmianach. Jedyna komenda straży znajduje się w watykańskim Belwederze.
Ze względu na niewielkie rozmiary Watykanu pożary zdarzają się rzadko. Korpus odpowiada także za udzielanie pierwszej pomocy, obronę cywilną, ratownictwo, ochronę środowiska oraz prowadzi kontrole sprzętu przeciwpożarowego. Korpus jest również odpowiedzialny za montaż przed konklawe komina nad Kaplicą Sykstyńską, przez który za pomocą czarnego lub białego dymu kardynałowie informują świat o wyniku głosowania.
Korpus jest nowoczesną i dobrze wyposażoną jednostką.

## Nabór
Kandydować do przyjęcia do Korpusu mogą mężczyźni w wieku od 21 do 25 lat, będący praktykującymi katolikami i pozostający w celibacie. Kandydat musi również przedstawić świadectwo ukończenia szkoły średniej, orzeczenie lekarskie o braku przeciwwskazań zdrowotnych do podjęcia pracy strażaka i opinie swojego proboszcza lub innego księdza.

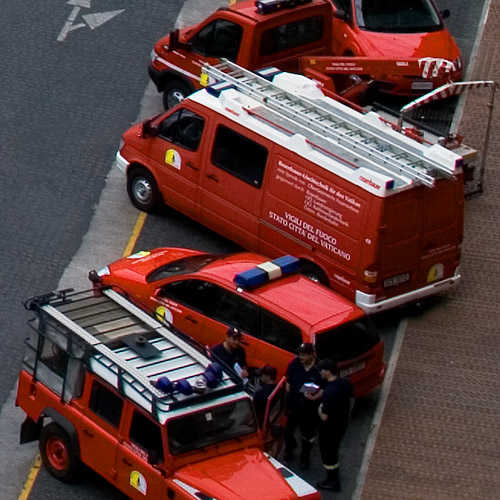
Pojazdy Korpusu Straży Pożarnej Państwa Watykańskiego